# Cubas volleyballlandshold (damer)
Cubas volleyballlandshold er Cubas landshold i volleyball. Holdet er et af verdens bedste landshold. Det har vundet sommer-OL tre gange (1992, 1996 og 2000) og VM tre gange (1978, 1994 og 1998). Siden de store succeser i 1990'erne har de mistet konkurrenceevnen.